# インスブルック市電80形電車
80形は、かつてオーストリア・インスブルックの路面電車であるインスブルック市電で使用された車両。輸送力増強や近代化を目的として、廃止された西ドイツの路面電車から譲渡された車両で、幾多もの改造を経て山岳路線のシュトゥーバイタール鉄道を中心に2009年まで使用された。廃車後は一部車両が他都市へ再譲渡されている。

## 概要
1970年代、一時存廃が議論されていたインスブルック市電であったが最終的に存続が決定し、以降は輸送力の増強や旧型車両の置き換えを目的として他都市から路面電車車両を譲受する事となった。それを受け、かつて西ドイツ（→ドイツ）のハーゲンに存在したハーゲン市電から譲渡が行われたのが80形である。
80形の由来は、輸送力増強を目的に1959年から1968年までの間にデュッセルドルフ車両製造（→デュワグ）とキーペ（電気機器）によって製造されハーゲン市電に導入された両運転台の2車体連接車（デュワグカー）であった。これらの車両は前後台車に出力値110 kWの主電動機が1基ずつ搭載されており（モノモーター方式）、制動装置には発電ブレーキや手ブレーキに加えて電磁吸着ブレーキが設置されていた。また製造時には全車両に運転士が操作可能な自動扉が設置されていた。
1976年にハーゲン市電が廃止された事でこれらの2車体連接車は他都市に譲渡されたが、そのうちインスブルック市電に譲渡されたのは1960年 - 1961年製の8両であった。営業運転にあたり車両番号が変更された（82 - 89）他、取り外しが可能な小型連結器が設置された一方、当時車掌業務が残されていた事から両側に3箇所ずつ存在した乗降扉のうち中央・後方の扉は車掌による開閉に改められた。塗装については従来の車両と異なり上半分がベージュ色、下半分が赤色という塗分けが採用され、以降は他車にも同様の塗装が採用された。

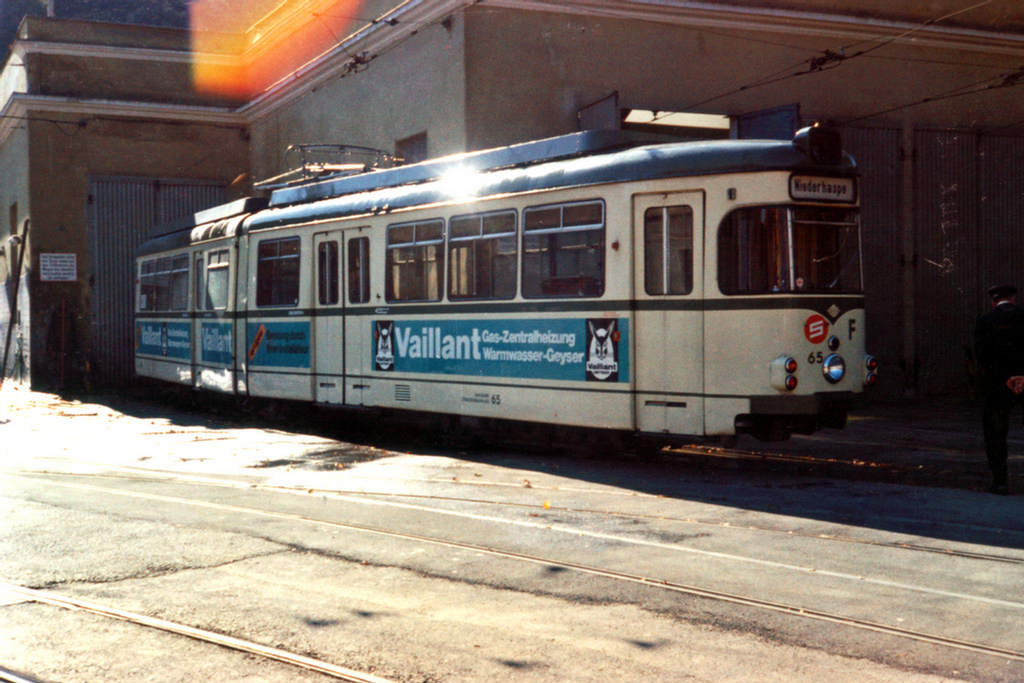
ハーゲン市電から譲受直後の車両（1976年撮影）

1976年から1978年にかけて譲渡が行われたこれらの車両は、当初インスブルック市内を走行する1号線や3号線で使用されていたが、同時期に旧型車両の置き換えが課題となっていた、山岳地帯を走行する6号線（旧：インスブルック低山鉄道）やシュトゥーバイタール鉄道へ集中的に導入される事が決定した。これを受け、デッドマン装置の搭載、制動装置や抵抗装置の強化といった対応工事を受け、まず1978年から1979年にかけて6号線での営業運転が始まり、旧型電車が置き換えられた。続いて1980年以降、当時交流電化であったシュトゥーバイタール鉄道を直流電化へ転換する試運転が行われるようになり、これに合わせて無線装置や車輪用潤滑油散布装置の設置、前照灯の増設など追加の改造工事を受けた。そして1983年にシュトゥーバイタール鉄道が直流電化へ完全に転換された事を受け、80形は両路線で使用されるようになったが、1985年に6号線の車掌業務廃止により片運転台車両が使用されるようになったため、80形はシュトゥーバイタール鉄道の系統のみの運用となった。

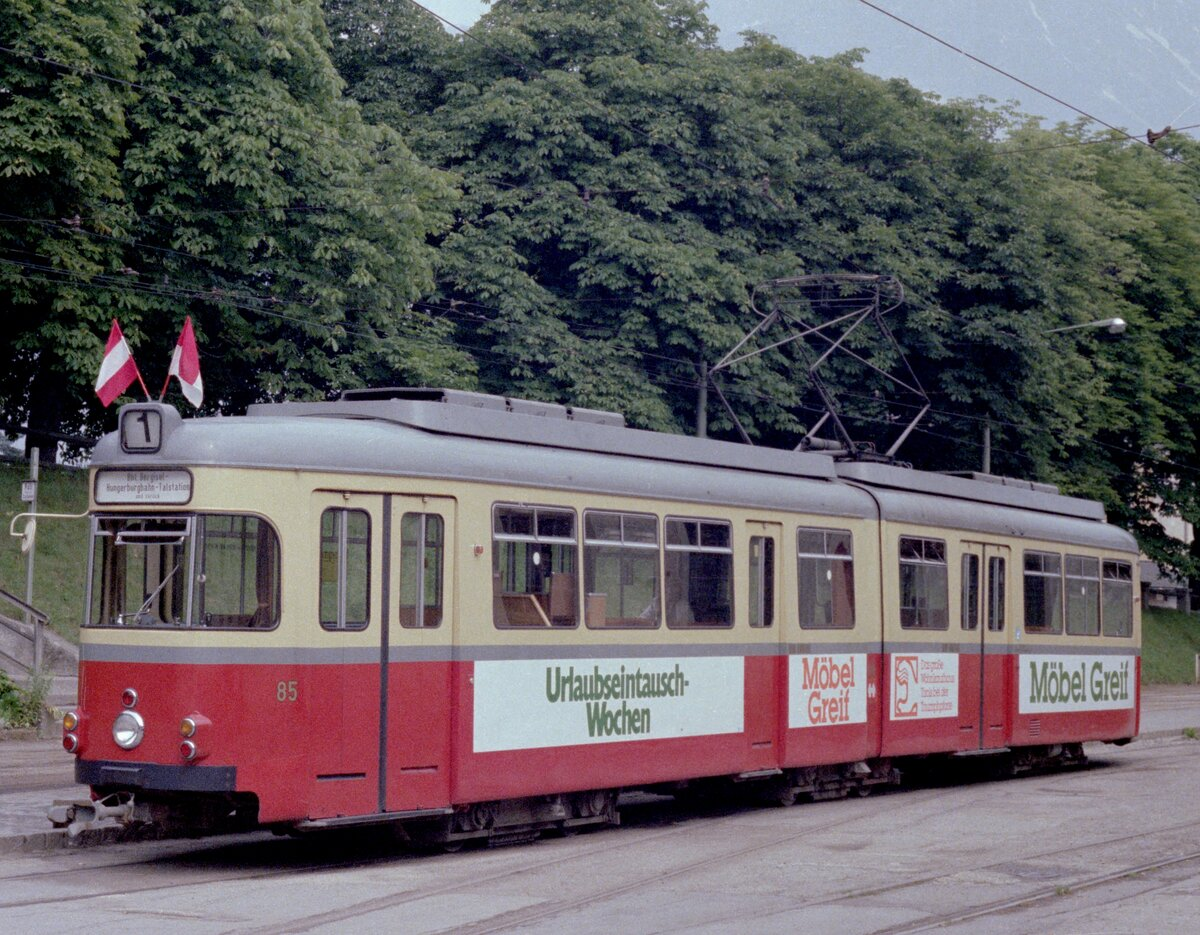
営業運転開始当初の80形（85）（1978年撮影）

一方、これらの路線で使用される際に輸送力の増強が求められた事から、ドイツ・ビーレフェルトのビーレフェルト市電から譲渡された3車体連接車の中間車体を移設する工事が1980年から1985年にかけて行われた。また、これに合わせて1両の車両番号変更（89→81）も実施された。そして1989年から1992年には近代化工事がボンバルディア・ロータックス（現：アルストム）によって行われ、前照灯・尾灯の形状変更、電気機器の交換、運転台からの乗降扉の制御装置の再設置などが実施された。

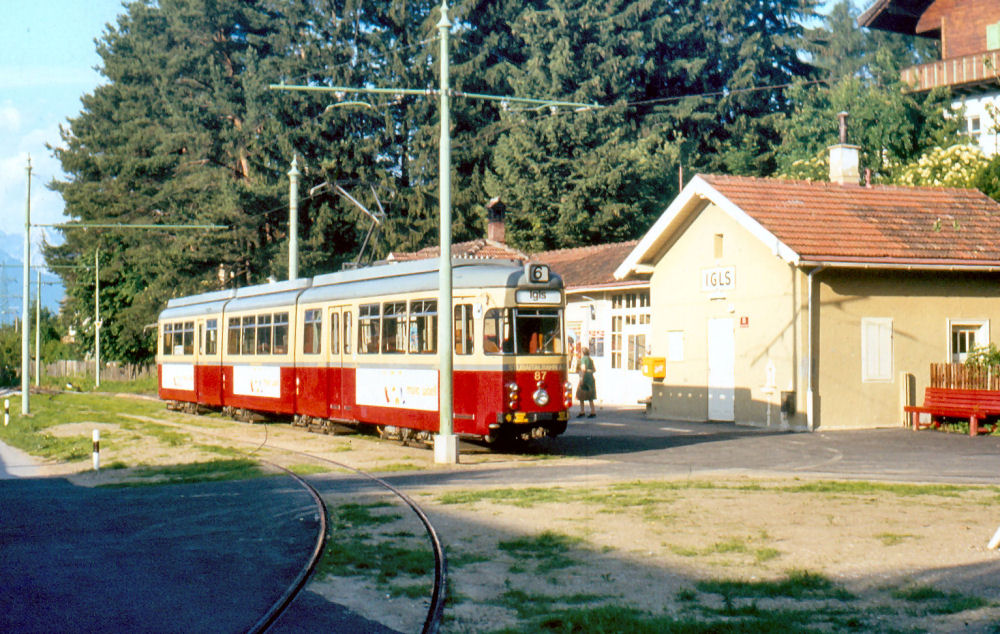
3車体連接車に改造された80形（1985年撮影）
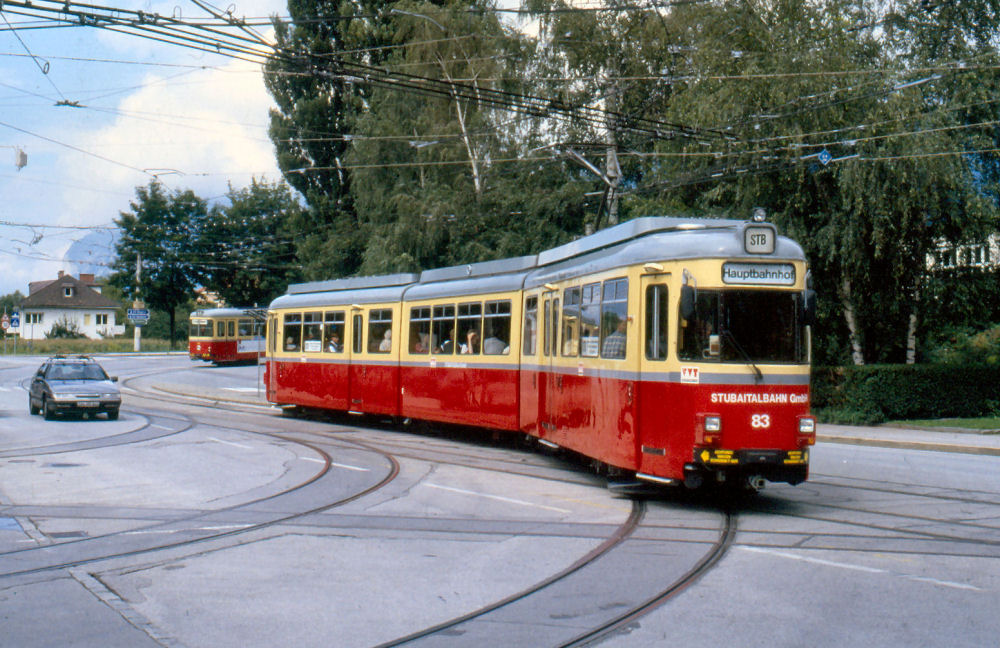
近代化工事施工後の80形（1999年撮影）
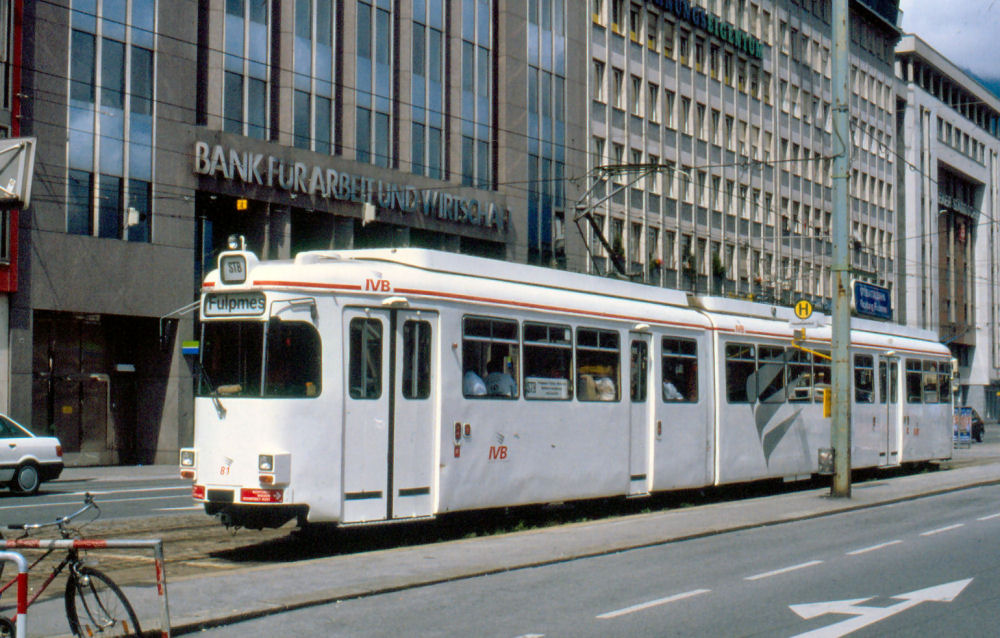
1999年以降一部車両は白色を基調とした新塗装に改められた（1999年撮影）
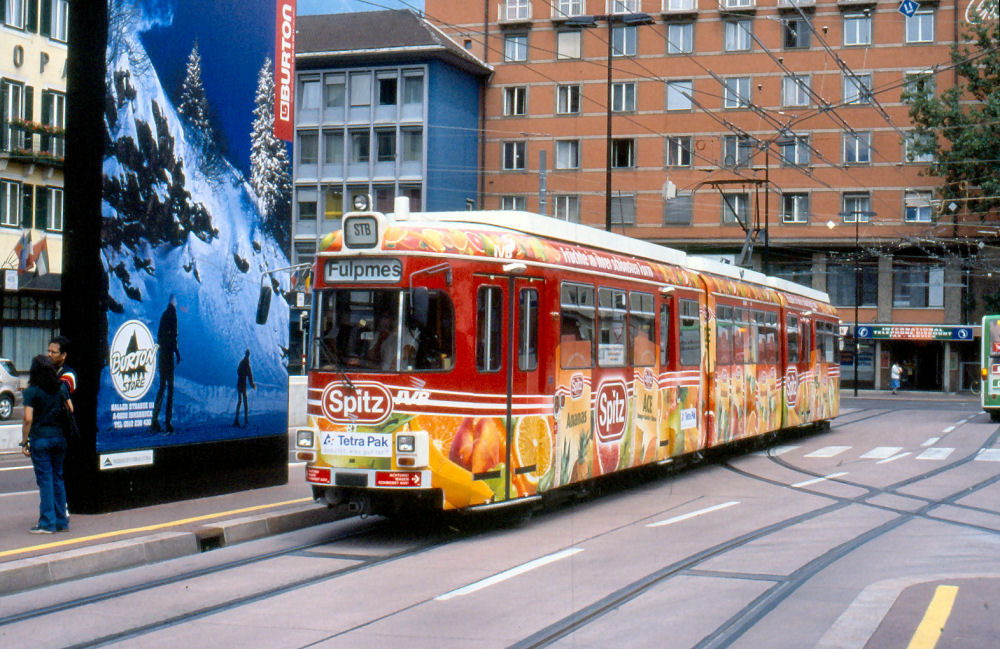
広告塗装（2005年撮影）

だが、1995年4月21日にシュトゥーバイタール鉄道の路線内で2両（82、87）が正面衝突する事故が起き、負傷者が出る事態となった。車両も大きく損傷し、両車とも衝突した車体が破棄され、残った車体を用いて1両（87）が復旧された。一方、残った中間車体についてはドイツのボーフム/ゲルゼンキルヒェン市電から譲渡された連接車を用いて復旧される事となり、1997年に実質2代目となる「82」として復旧した。また、この事故を機にシュトゥーバイタール鉄道を走行する車両にはコンピュータによる列車制御システムが搭載される事となった。
廃車は1999年に運用を離脱し部品取り車両として留置された後2008年に廃車された87から始まり、翌2009年には旧：シュトゥーバイタール鉄道の路線を含めたインスブルック市電の全列車が超低床電車へ置き換えられた結果、全車両が営業運転を離脱した。その後5両（81、82、84 - 86）についてはポーランド・ウッチのウッチ市電へ再譲渡された一方、2両（83、88）はインスブルック市電に現存している。ただし動態保存運転が行われているのは83で、88は部品取り用車両である。

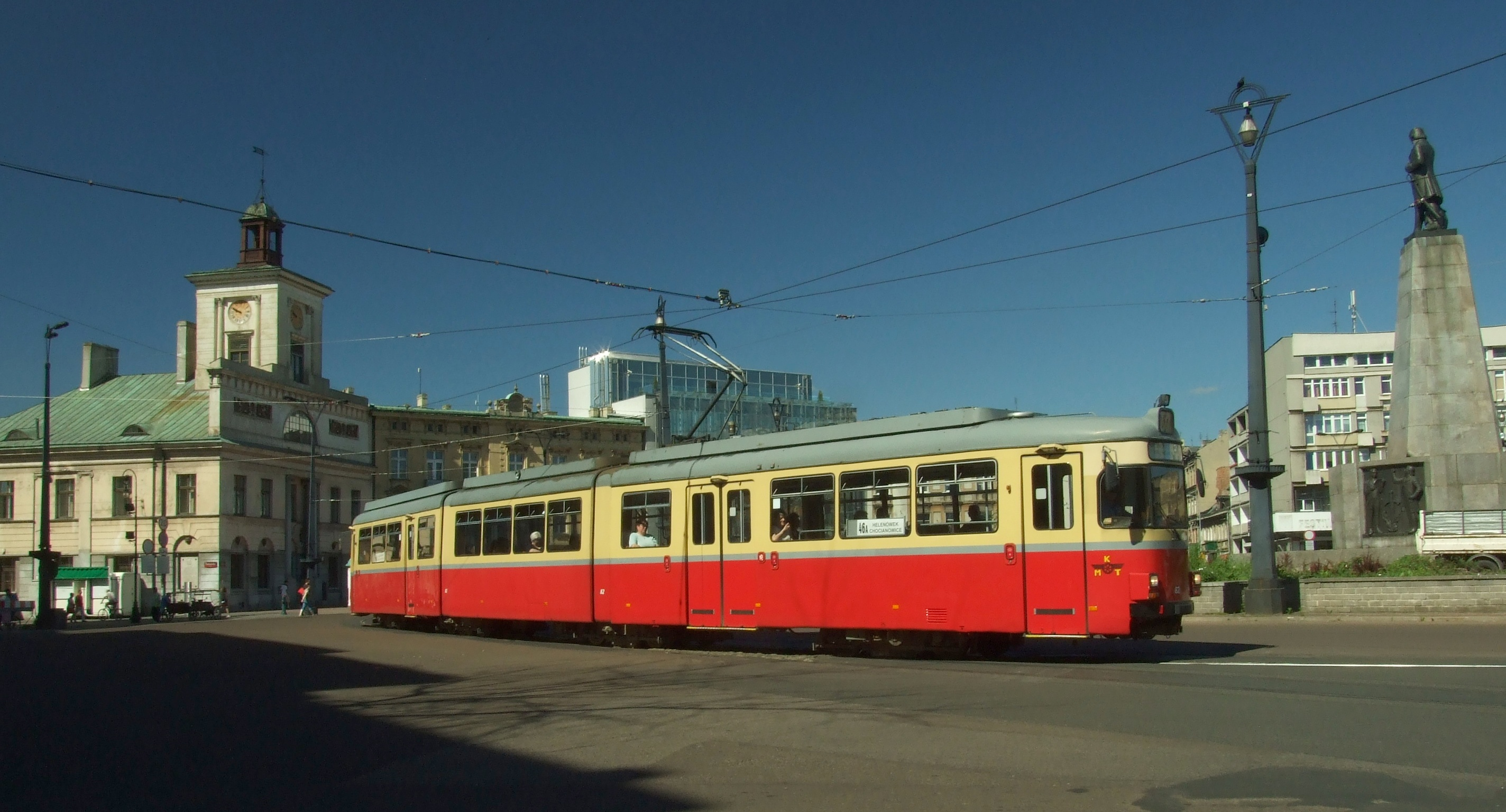
ウッチ市電に譲渡された車両（2010年撮影）